# L'Aimé
L'Aimé est un roman de l'écrivain réunionnais Axel Gauvin paru en 1990 aux éditions du Seuil.

## Résumé
Une grande vieille case est barricadée contre les coups du vent. Le jeune Aimé débarque d'un taxi, comme enfanté par le cyclone. Il a connu l'enfer. Il est mourant. Marguerite, sa grand-mère, le guérira de ses blessures et de ses cauchemars.
La passion la plus forte et la plus pure, elle va la connaître enfin près de ce garçon de onze ans, fils de son fils.